# Gabriel Payares
Gabriel Payares (Londres, 1982) es un escritor venezolano, licenciado en Letras de la Universidad Central de Venezuela, Magíster en Literatura Latinoamericana por la Universidad Simón Bolívar (Venezuela) y Magíster en Escritura Creativa por la Universidad Nacional de Tres de Febrero (Argentina). En su carrera destacan sus numerosos reconocimientos por su cuentística; entre estos premios podemos señalar el concurso Monte Ávila 2008 de Autores inéditos. Asimismo, el concurso Anual de cuentos del diario El Nacional (2011), el Primer premio Nacional de Literatura Rafael María Baralt (2013), y una Primera Mención en el Premio Iberoamericano de Cuento de Julio Cortázar (2014, Habana) y en el Premio Internacional de Cuentos Abelardo Castillo (Buenos Aires, 2021). Ha colaborado con medios impresos y digitales y sus textos se pueden encontrar en diferentes antologías tanto nacionales como latinoamericanas. En 2020 fue escogido por la Hong Kong Baptist University para su programa de escritura internacional (International Writer's Workshop).

## Biografía
Nació en Londres en el año 1982 pero fue criado en Caracas desde los 3 años de edad; se licenció en Letras en la Universidad Central de Venezuela y obtuvo su magíster en Literatura Latinoamericana en la Universidad Simón Bolívar (USB). En el año 2008 su primer libro de relatos, Cuando bajaron las aguas (2009), obtuvo el primer lugar en el Concurso de Autores Inéditos de la editorial Monte Ávila Editores, lo mismo que numerosos galardones nacionales en distintos concursos narrativos como las 5ª y 7ª ediciones del Premio para Jóvenes Autores de la Policlínica Metropolitana, hoy denominado Premio de Cuento Julio Garmendia (primer lugar en 2011 y segundo lugar en 2013), el 66º Concurso de Cuentos del diario El Nacional (2011) y el primer lugar del Premio Nacional de Literatura Rafael María Baralt (Universidad Nacional Experimental Rafael Maria Baralt, Unermb, 2014).
En el año 2011, y dentro del marco del convenio cultural entre Cuba y Venezuela, fue escogido dentro de un grupo de autores menores de cuarenta años para aspirar a una de las Becas de Escritura Creativa del Ministerio de Cultura; en paralelo recibió con su relato Las Ballenas una mención en el XIII Concurso Iberoamericano de Cuento Julio Cortázar (La Habana, 2014). Sus relatos están recogidos en libros como Hotel, Lo irreparable y múltiples antologías. En el mismo año comienza a estudiar una Maestría de Escritura Creativa en la Universidad de Tres de Febrero en Buenos Aires, Argentina. 

## Estilo
En su cuentística resulta notable la influencia de Juan Rulfo, Juan Carlos Onetti, Rubem Fonseca, Fernando Vallejo, Pedro Juan Gutiérrez y múltiples autores de la escuela norteamericana del cuento (Raymond Carver, J. D. Salinger y Ernest Hemingway). Sus personajes se caracterizan por una experiencia disímil y dolorosa en primera persona, siendo puestos a prueba en situaciones adversas. Sus relatos hacen énfasis en la introspección y se desplazan lejos del color local, explicando lo universal desde lo personal.
Asimismo, cabe acotar que este autor no solo se hace de este bagaje referencial ya expuesto sino también toma un poco del discurso sociohistórico de Venezuela y lo impregna en su narrativa. Tal es el caso de Cuando bajaron las aguas donde la voz narrativa trata de configurar, por medio de la memoria, un fuerte grado de descomposición, de violencia e inseguridad Nacional de los relatos como herencia de los abuelos.

## Obra
- Cuando bajaron las aguas (Monte Ávila Editores, 2009).

- Hotel (Editorial Punto Cero, 2012).
- Lo irreparable ( Buenos Aires, 2016).
- Tiempos de ciudad (Fundación para la Cultura Urbana, 2010).
- Nuevas rutas. Jóvenes escritores latinoamericanos (Coedición Latinoamericana, 2010).
- Antología sin fin. Novísimo cuento venezolano (Escuela Literaria del Sur, 2012).
- De qué va el cuento. Antología de cuentos venezolanos 2001-2012 (Alfaguara, 2013).